# 高山市公設地方卸売市場
高山市公設地方卸売市場（たかやましこうせつちほうおろしうりしじょう）は、岐阜県高山市にある地方卸売市場である。

## 概要
1975年（昭和50年）3月22日開設。同年3月28日開業。
主に青果物、水産物を取り扱う。商圏は高山市、飛騨市、下呂市、大野郡白川村であり、供給人口は約15万人である。
指定管理者制度を導入しており、一般財団法人高山市施設振興公社が指定管理者である。

## 主な行事
- 花もち市
  - 毎年12月中旬から12月25日頃まで行われる。正月の飾りの花もちの販売。
- 塩ぶり市
  - 毎年12月24日に行われる。高山市などの内陸に正月の魚として食される塩ぶりの販売。
- 初市
  - 毎年1月5日に鮮魚売場で行われる。

## 卸売業者
- 高山水産青果株式会社[1][4]
- 株式会社ひだ青果市場[1][4]

高山市公設地方卸売市場の卸売業者であった「ひだ高山中央市場」（2020年3月民事再生法の適用を申請し倒産）の青果部門を駿河屋魚一が事業継承し、設立した会社。2020年6月1日設立。

## 利用案内
- 営業時間：6:00 - 16:00[2]
- 休業日：日曜日（12月25日から12月28日までの日曜日は営業)、祝日、4月15日、8月15日、12月29日 - 12月31日、1月2日 - 1月4日[2]

臨時の休業日（主に水曜日）もあるため、高山市公設地方卸売市場暦も参照のこと。

## 交通アクセス

### 公共交通機関
- JR高山本線高山駅下車、徒歩で約40分。
- のらマイカー「公設市場前」バス停下車、徒歩すぐ。